# Parafia Matki Bożej Niepokalanej w Hermanowej
Parafia Matki Bożej Niepokalanej w Hermanowej – parafia rzymskokatolicka, znajdująca się w diecezji rzeszowskiej w dekanacie Tyczyn.
Erygowana w 1985 roku.